# Josef von Dipauli
Josef von Dipauli, též Josef Di Pauli, Josef von Dipauli-Treuheim nebo Josef Di Pauli von Treuheim (9. března 1844 Innsbruck – 29. ledna 1905 Vídeň), byl rakousko-uherský, respektive předlitavský (tyrolský) šlechtic, majitel vinařského statku a politik, koncem 19. století ministr obchodu Předlitavska ve vládě Franze Thuna.

## Biografie
V roce 1866 byl členem tyrolských dobrovolnických jednotek ve válce s Itálií, v 70. letech 19. století se věnoval rozvoji rodinného vinařského statku v jižním Tyrolsku.
V roce 1877 se stal poslancem Říšské rady. Slib složil 30. října 1877. Zvolen byl za městskou kurii v Tyrolsku, obvod Brixen, Sterzing atd. Mandát obhájil za týž okrsek ve volbách do Říšské rady roku 1879. Do Říšské rady se vrátil až po volbách do Říšské rady roku 1891 (opět městská kurie v Tyrolsku, obvod Brixen, Sterzing, Klausen atd.) a znovu sem byl zvolen v následujících volbách do Říšské rady roku 1897, nyní za všeobecnou kurii v Tyrolsku, obvod Bolzano, Merano, Schlanders atd. Uspěl i ve volbách do Říšské rady roku 1901 (kurie venkovských obcí v Tyrolsku, obvod Bolzano, Merano atd.), ale již na schůzi 31. ledna 1901 byla oznámena jeho rezignace na mandát. Podle jiného zdroje byl ve volbách do Říšské rady roku 1901 poražen kandidátem Křesťansko-sociální strany, přičemž důvodem volební prohry měla být německým voličstvem neoceněná vstřícnost Josefa von Dipauliho vůči slovanským politickým snahám a taky menší schopnost oslovit malopodnikatelské vrstvy.
V roce 1878 zasedal v poslaneckém Hohenwartově klubu (tzv. Strana práva, která byla konzervativně a federalisticky orientována). V roce 1881 se v tisku uvádělo, že je nespokojen s politikou klubu a uvažuje o založení nového katolického poslaneckého klubu, do kterého by vstoupili i poslanci Luigi Hippoliti a Franz Zallinger-Stillendorf. Tento nový klub skutečně vznikl v listopadu 1881, tzv. Liechtensteinův klub (oficiálně Klub středu), který byl více katolicky, sociálně reformně a centristicky orientovaný. Po několika dnech se ale ještě v listopadu 1881 v důsledku porady tyrolských konzervativních poslanců rozhodl, že zůstane nezařazeným poslancem a že do nové parlamentní frakce nevstoupí. V listopadu 1895 odešel na Říšské radě z Hohewartova klubu do nové poslanecké frakce Katolické lidové strany. Stal se předsedou nového poslaneckého klubu.
Na Říšské radě se profiloval jako člen skupiny konzervativní pravice. Vystupoval proti liberálním školským zákonům a podporoval pravicovou koalici v době vlády Eduarda Taaffeho. Podpořil i vládu Kazimíra Badeniho.
Vrchol jeho politické kariéry nastal koncem 19. století za vlády Franze Thuna, v níž se stal dodatečně ministrem obchodu. Funkci zastával v období 4. října 1898 – 2. října 1899. Jako ministr podporoval v prosinci 1898 české snahy o změnu jazykových nařízení.
Po pádu Thunovy vlády byl předákem konzervativní opozice v Říšské radě a odmítal praxi, kdy následná vláda Manfreda Clary-Aldringena používala paragraf 14 pro schvalování zásadních předloh bez účasti parlamentu.
Po volbách do Říšské rady v roce 1901 odešel z politiky a zemřel brzy ráno 29. ledna 1905.